# سباستین ساجا
سباستین ساجا (انگلیسی: Sebastián Saja؛ زادهٔ ۵ ژوئن ۱۹۷۹) بازیکن فوتبال اهل آرژانتین است.
از باشگاه‌هایی که در آن بازی کرده‌است می‌توان به باشگاه فوتبال آ. ا. ک آتن، باشگاه فوتبال کوردوبا، باشگاه فوتبال گرمیو، باشگاه فوتبال رایو وایکانو، باشگاه فوتبال برشا، باشگاه ورزشی سن لورنسو آلماگرو، باشگاه فوتبال آمریکا، باشگاه فوتبال راسینگ کلوب آویاندا، و باشگاه فوتبال پنیارول اشاره کرد.
وی همچنین در تیم‌های ملی فوتبال زیر ۲۰ سال آرژانتین و آرژانتین بازی کرده‌است.